# Rosa Vergés i Coma
Rosa Vergés i Coma (Barcelona, 22 de febrer de 1955) és una directora de cinema, guionista, documentalista, divulgadora i docent català. És llicenciada en Història de l'Art per les Universitats de la Sorbona de París i Barcelona. Filla de l'editor Josep Vergés i de la escriptora Carme Coma, des de ben petita desenvolupa una gran afició per la lectura.
La cineasta barcelonina és una de les pioneres del cinema català, i va obrir pas a les generacions posterios de dones directores.

## Trajectòria professional
Entre 1978 i 1987 participa en diverses produccions fent les tasques de script i ajudant de directors com  Francesc Rovira-Beleta, Vicente Aranda, José Antonio Salgot, Francesc Betriu, Francesc Bellmunt, Agustí Villaronga o Bigas Luna. Va ser justament amb Luna quan va realitzar el seu últim treball d'ajudant, a la pel·lícula Angustia (1987).
La seva primera feina com a directora va arribar l'any 1990 amb el film Boom boom, que va obtenir diversos premis: el Premi Goya a la millor Opera Prima i al Millor guió adaptat (1991), el Premi Sant Jordi i el Fotogramas de Plata. Alguns crítics la van considerar, al costat d'Álex de la Iglésia, Chus Gutiérrez, Josep Lluís Guerín i Enrique Urbizu, la punta de llança d'un relleu generacional al cinema espanyol.Posteriorment, va dirigir Souvenir  (1994) i Tic Tac (1997), una producció de TV3 feta per a infants. L'any 2004 estrena el llargmetratge Iris.
També ha realitzat diversos treballs en l'àmbit documental, com ara Barcelona, Negatif et Positif (Canal Plus France), Alberti, un poeta en la calle, García Lorca: de Granada a la Luna (Ático 7) o L'eixample cerdà, illes en xarxa (Diagonal TV). Amb el documental El Pavelló de la República (1993) obté el Premi Nacional de Catalunya.
Vergés ha produït també les sèries televisives Per què serveix un marit (TVE) i Històries de família: Maresme (TV3). A més a més, ha dirigit espectacles com  Fes córrer la veu, Raixa i Coloma (de Maria del Mar Bonet), El vol del temps (sobre Guillem de Berguedà), La faula d'Orfeu (de Josep Sebastià Pons) o A Propósito de Bola de Nieve (de Jordi Sabatés).
Com a docent, ha impartit classes a la Universitat de Barcelona i Universitat Autònoma de Barcelona, així com a la Ramon Llull, Menéndez Pelayo i Pompeu Fabra. Fora d'Espanya, ha estat vinculada amb la Universidad San Juan, de Puerto Rico.
Cal mencionar també la seva col·laboració en programes de cinema a Catalunya Ràdio, Catalunya Cultura, Radio 4 i TVE i la realització d'articles periodístics com ara José Luis Borau, un cineasta furtivo (Intellect Books & Journals. EEUU) o No som invisibles. A més a més, Vergés ha publicat diversos llibres, dels quals en podríem destacar Boom Boom (Ed. Tres i Quatre), La torre de sal (Cuentos de cine. Ed. Alfaguara) o Be Natural, sobre la primera cineasta, Alice Guy (Entrevistas de Ultratumba. Ed. Kultrum).
Ha estat vicepresidenta de l'Acadèmia de les Arts i les Ciències Cinematogràfiques d'Espanya (1994-1998) i membre d'honor de la seva fundació. També ha estat part del Consell Nacional de la Cultura i de les Arts (2009-2011) i membre de la Fundació Borau.
Com a reconeixaments durant la seva trajectòria, ha rebut el Premi Ciutat de Barcelona d'audiovisuals (1998), Premi Trajectòria PICURT (2015) i FITCAT (2017), i el Gaudi D’honor-Miquel Porter 2024 (Acadèmia del Cinema Català).

## Filmografia

### Directora / Guionista
- Ferida arrel: Maria-Mercè Marçal (2012). Pel·lícula col·lectiva. Curt: La senyoreta Júlia. Direcció.
- L'eixample Cerdà: Illes en xarxa (2009). Documental. Direcció i guió. Diagonal TV.
- A propósito de bola de nieve (2006) Espectacle de Jordi Sabatés dirigit per Rosa Vergés sobre la figura del pianista i cantant cubà Bola de Nieve.[7]
- Iris (2004). Llargmetratge. 99' Direcció i guió.
- Maresme (2002). TVmovie.
- Maca mon amour (2001). Capítol de la sèrie de televisió Historias de Familia. Sèrie de ficció europea per a Arte TV.[8]
- XIV Premis Goya (2000). Direcció i coguionista amb Jaume Figueras de la gala. Programa especial TV.[9]
- Per a què serveix un marit? (1997). Sèrie de televisió. Direcció de cinc episodis.
- Un parell d'ous (1985). Llargmetratge. Coguionista amb Francesc Bellmunt.
- Tic Tac (1997). Telefilm. Direcció i Guió. Produït per TV3.
- Souvenir (1994). Llargmetratge. Direcció i Guió. Comèdia Romàntica.
- Boom boom (1990). Llargmetratge. Direcció i Guió.

### Assistent de direcció
- Angoixa (1987). Director: Bigas Luna.
- Lola (1986). Director: Bigas Luna.
- La notícia d'ahir (1984). Curt. Director Joan Guitart.
- La plaça del Diamant (1982). Director: Francesc Betriu.

### Productora
- Cariño (2003). Curt. Direcció: Elisenda Carod i Jorge Croissier.
- Medi ambient (1981). Documental. Dirigit per Jordi Bayona.

## Premis i nominacions
Premis
- 1991: Goya al millor director novell per Boom boom